# Chiesa di San Michele (Pescantina)
La chiesa di San Michele è un edificio religioso degli inizi del XII secolo che si trova nella frazione di Arcé del comune di Pescantina, in provincia di Verona. Rappresenta un bell'esempio di semplice architettura romanica veronese.

## Storia
Le prime notizie dell'edificio sono contenute una bolla pontificia del 1154 in cui si afferma che essa dipendesse dall'abbazia di San Fermo Minore di Verona.
Versando in cattive condizioni di manutenzione, in base a quanto si apprende da una visita pastorale del vescovo di Verona Gian Matteo Giberti, dieci anni più tardi viene assegnata a una confraternita di disciplinati, affinché si occupasse di mantenerla.

## Architettura

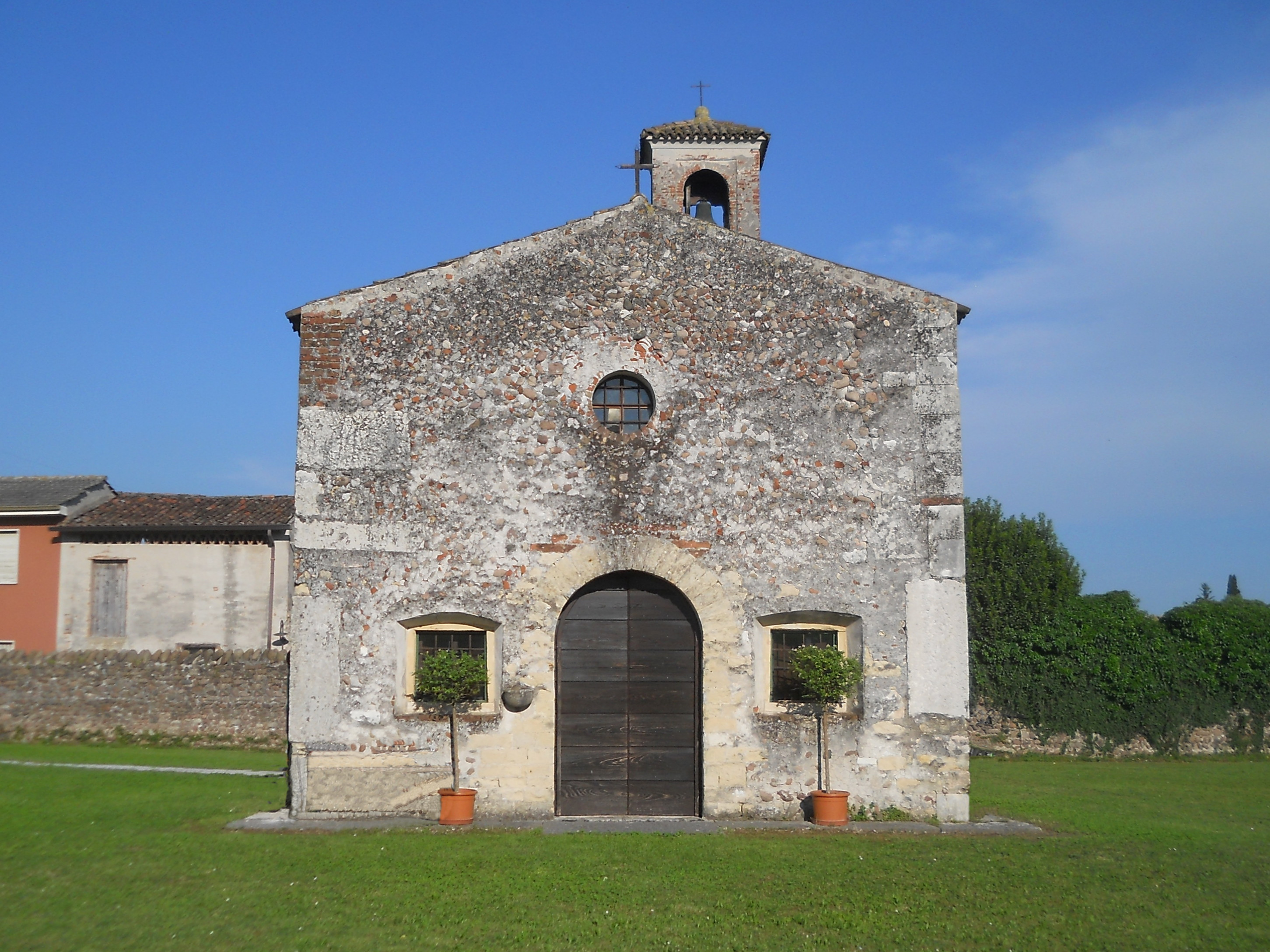
Facciata a capanna dell'edificio.

L'edificio presenta i caratteri tipici della prima architettura romanica veronese. La semplice facciata, a capanna monocuspidale, presenta un portoncino di ingresso ad arco a tutto sesto da cui si accede all'unica navata. L'interno, coperto da un soffitto ligneo a capriate. All'interno si possono ammirare degli affreschi risalenti al XIV secolo posti sul lato sinistro, sull'abside circolare e sull'arco trionfale che delimita il presbiterio. In particolare, sul muro interno absidale si trova una raffigurazione di San Michele Arcangelo nell'atto di pungolare con una lancia i dannati dell'inferno. Alcuni di questi affreschi sono stati attribuiti alla scuola di Altichiero.
Le finestrelle sulla facciata nonché il campanile di pianta quadrangolare sono del XVII secolo. L'altare marmoreo è in stile barocco.

## La scritta sul portale

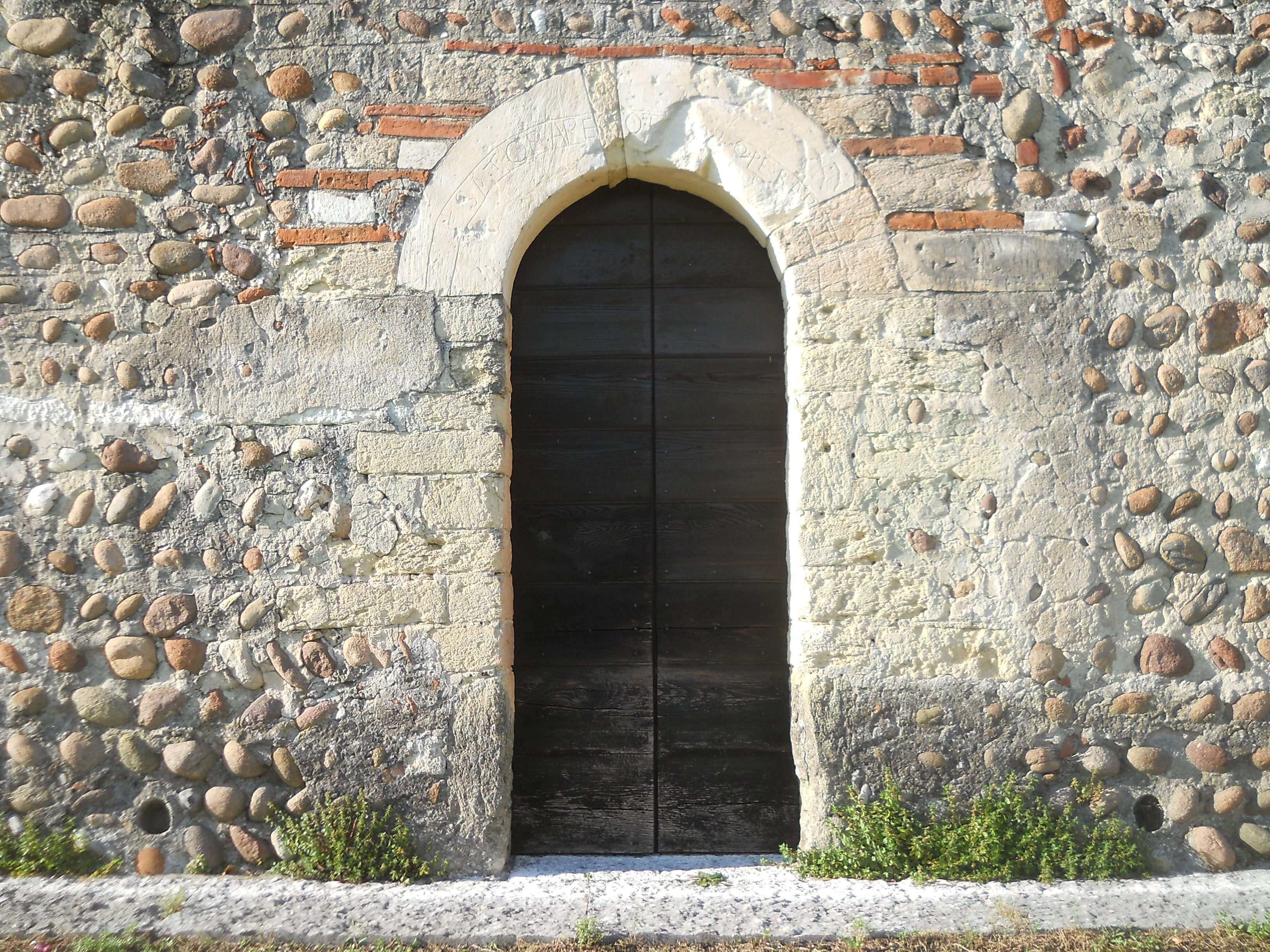
Il portale meridionale

Sul lato meridionale si apre un portoncino sovrastato da un arco a tutto sesto su cui è stata graffita, nel XII secolo, una scritta palindroma, che si ritrova in numerose chiese, conventi e palazzi in tutta Europa:
Una possibile traduzione potrebbe essere: "Il coltivatore di un piccolo pezzo di terra (arepo in lingua franca) con la sua opera mantiene le ruote", dove per ruote si intende la ruota del mulino che gli serve per procurarsi il cibo.